# Khasin Khuleguud
Il Khasin Khuleguud (in mongolo: Хасын Хүлэгүүд; letteralmente "I Cavalieri Khuleguud"), conosciuti a livello internazionale come Ulaanbaatar Xac Broncos, sono una squadra di pallacanestro professionistica della Mongolia con sede nella capitale di Ulaanbaatar. Fondata nel 2004, la squadra milita in Mongolian Basketball League, il massimo campionato di basket del paese, e ha conquistato sette titoli nel corso della sua storia.

## Storia
I Khasin Khuleguud, conosciuti a livello internazionale come Ulaanbaatar Xac Broncos, sono una delle realtà più rappresentative e vincenti del basket mongolo. Fondati nel 2004 con il sostegno finanziario e organizzativo di XacBank, banca mongola che nel 2004 era nata da appena tre anni, i Khuleguud si sono rapidamente affermati come un punto di riferimento sportivo nel paese. Sin dalla loro nascita hanno preso parte alla Mongolian Basketball League, massimo campionato nazionale di pallacanestro, dove la squadra è diventata in pochi anni una protagonista indiscussa, vincendo tre titoli consecutivi nelle stagioni 2007-08, 2008-09, 2009-10.
Nella stagione 2023-24 della Mongolian Basketball League, i Khuleguud hanno ulteriormente consolidato la loro posizione nella lega, conquistando il sesto titolo nazionale dopo una convincente serie finale contro il Bishrelt Metal, terminata con un netto 4–1, con il playmaker statunitense Divine Myles che ha brillato nel ruolo di leader offensivo, meritandosi il premio di MVP delle finali. Con questa vittoria la squadra è diventata quella con il maggior numero di titoli nazionali vinti.
L'anno seguente, nella stagione 2024–25, i Khasin Khuleguud hanno aggiunto alla loro bacheca il settimo titolo nazionale dopo aver vinto per 4-2 le finali della Mongolian Basketball League, nuovamente contro il Bishrelt Metal. Questa risultato ha garantito la qualificazione della squadra per la East Asia Super League 2025-26, competizione che raduna le migliori squadre dell'asia orientale.
Grazie alle vittoria del titolo nazionale 2023-2024, i Broncos hanno preso parte alla Basketball Champions League Asia - East 2025, il torneo di qualificazione per la BCL Asia. Dopo aver superato la prima fase a gironi al primo posto, con sei vittorie in sei partite, la squadra si è qualificata per le Final Four giocate proprio ad Ulaanbaatar; qui i Khasin Khuleguud hanno sconfitto in semifinale il Pelita Jaya dall'Indonesia per 85-79 e poi si sono imposti nella finale sulla squadra di Taipei dei Taoyuan Pilots con il risultato di 81-70. I Broncos si sono quindi aggiudicati la vittoria della competizione da imbattuti ed hanno conquistato la qualificazione per la Basketball Champions League Asia 2025.
Il percorso dei Broncos non si è però fermato alla qualificazione: la squadra ha raggiunto la semifinali della BCL Asia 2025 dove ha perso contro il Al-Riyadi Beirut, chiudendo poi il torneo al terzo posto grazie alla vittoria nella finalina contro lo Shabab Al-Ahli per 84 a 79. Si tratta del miglior piazzamento mai ottenuto da una formazione mongola in una competizione continentale.

## Palmarès

### Titoli nazionali
Mongolian Basketball League
- Campione (7): 2007-08, 2008-09, 2009-10, 2013-14, 2021-22, 2023-24, 2024-25

### Titoli internazionali
Basketball Champions League Asia - East
- Campione (1): 2025

## Organico

### Roster 2024-2025
Il roster per la stagione 2024-2025
|    | Naz.                   | Ruolo | Sportivo                 | Anno | Alt. | Peso |  |
| -- | ---------------------- | ----- | ------------------------ | ---- | ---- | ---- |  |
| 0  | Mongolia (bandiera)    | AP    | Ikhbayar Chuluunbaatar   | 2000 | 194  | 87   |  |
| 3  | Mongolia (bandiera)    | G     | Baatar-Erdene Barsbold   | 2004 | 184  | 93   |  |
| 4  | Mongolia (bandiera)    | PG    | Sergelen Otgonbaatar     | 1988 | 178  | 76   |  |
| 5  | Mongolia (bandiera)    | G     | Saruul-Erdene Enkhbaatar | 1999 | 188  | 80   |  |
| 7  | Mongolia (bandiera)    | C     | Altangerel Azbayar       | 2005 | 202  | 85   |  |
| 10 | Mongolia (bandiera)    | AP    | Bilguun Battuvshin       | 1988 | 197  | 84   |  |
| 11 | Mongolia (bandiera)    | G     | Davaadorj Munkhtuvshin   | 1989 | 189  | 89   |  |
| 20 | Mongolia (bandiera)    | G     | Tushig Elbeg             | 2001 | 180  | 73   |  |
| 25 | Mongolia (bandiera)    | AG    | Binderiyaa Sandagdorj    | 2004 | 204  | 95   |  |
| 32 | Canada (bandiera)      | C     | Jordy Tshimanga          | 1996 | 211  | 122  |  |
| 33 | Stati Uniti (bandiera) | AP    | Jordan Tolbert           | 1992 | 200  | 109  |  |
| 44 | Stati Uniti (bandiera) | G     | Ian Miller               | 1991 | 191  | 90   |  |

### Staff tecnico
| Ruolo           | Nome                        |
| --------------- | --------------------------- |
| Capo Allenatore | Ariunbold Erdene            |
| Assistente      | Chinzorigt Tsagaanbaatar    |
| Assistente      | Erdenebayasgalan Tsogtgerel |